# The Onion
The Onion (letteralmente, "La Cipolla") è un sito satirico statunitense che pubblica articoli satirici su notizie, vere o inventate, di rilievo internazionale, nazionale o locale.
Gli articoli di Onion coprono eventi di attualità, sia reali sia immaginari, parodiando il tono e il formato delle testate giornalistiche tradizionali, proponendo storie, editoriali e interviste a uomini della strada, impaginate in un layout da tradizionale sito web di informazione, esprimendosi attraverso una voce editoriale modellata su quella della Associated Press.
The Onion fu fondato a Madison, nel Wisconsin, il 29 agosto 1988, come giornalino universitario di impronta satirica. Pubblicato sul Web a partire dal 1996, nel 2013 il giornale ha abbandonato l'edizione cartacea. Il sito della testata, la cui casa editrice ha sede a Chicago, viene riconosciuto come il primo e più significativo caso di satira giornalistica online.

## Contenuti
Sottotitolato America’s Finest News Source ("La migliore fonte di notizie in America"), The Onion si presenta come una qualunque fonte giornalistica reale.
Gli articoli imitano lo stile immediato e fattuale dei quotidiani classici, spesso presentando la battuta (punch-line) già nel titolo. In particolare, con lo svilupparsi del giornalismo online, The Onion si è adattato allo stile click-bait dei titoli di siti di informazione e intrattenimento come BuzzFeed e HuffPost.
Ci sono dei format ricorrenti, che includono:
- American Voices, un falso sondaggio d'opinione popolare riguardante un qualsiasi argomento contemporaneo. Solitamente vengono "intervistate" tre persone con nomi e professioni diverse ogni volta, ma rappresentate sempre dalle stesse tre foto.[2]
- Oroscopi parodici settimanali.
- Brevi video, di lunghezza variabile approssimabile al minuto, divisi in diverse categorie come 5 Things, Onion Info Clips e Onion Film Standard.
- 'No Way To Prevent This', Says Only Nation Where This Regularly Happens ("'Non c'è alcun modo per prevenirlo', dichiara l'unica nazione dove accade regolarmente") è un articolo che viene ripubblicato ogni volta che negli Stati Uniti d'America si verifica una strage da arma da fuoco (mass shooting). L'articolo viene pubblicato sempre con gli stessi contenuti, cambiando solo le indicazioni spazio-temporali dell'incidente.[3]

### Fake newse satira
In particolare, la compagnia tiene a precisare la differenza tra scrivere fake news e fare satira. Con l'incrementare degli utenti che entrano in contatto con notizie e articoli ogni giorno, la diffusione di notizie false è diventata una questione non solo urgente ma anche di spessore politico. The Onion ha dichiarato di non avere mai avuto l'intenzione di diffondere bufale o fake news con lo scopo di disinformare, ma ha sempre voluto far satira. "Non vogliamo ingannare i nostri lettori e indurli a credere che i nostri titoli siano veri", ha dichiarato Marnie Shurie, direttrice editoriale, "noi addestriamo i nostri lettori abituali con un format riconoscibile, così che quando leggono un titolo sanno già che si tratta di The Onion e non possono essere ingannati".
Nonostante ciò, ci sono stati dei casi nella lunga storia di The Onion in cui persone importanti, in particolare politici o giornalisti, hanno scambiato degli articoli satirici per veri. Alcuni casi molto eclatanti sono:
- Harry Potter Books Spark Rise in Satanism Among Children ("Libri di Harry Potter causano improvviso aumento del satanismo tra i bambini") è un articolo del luglio 2000 che è stato molte volte erroneamente citato e usato come prova del fatto che la saga di Harry Potter fosse dannosa per i bambini e che il tema della stregoneria portasse i lettori al satanismo.
- Kim Jong-Un Named The Onion's Sexiest Man Alive For 2012 ("Kim Jong-Un dichiarato l'uomo più sexy del mondo 2012 secondo The Onion") è un articolo del novembre 2012 che è stato usato come fonte dal giornale comunista cinese Quotidiano del Popolo per elogiare la figura di Kim Jong-un.[4]
- Study: Every 10 Seconds A Skyscraper Window Washer Falls To His Death ("Uno studio dimostra che ogni 10 secondi un lavavetri di grattacieli muore sul lavoro") è un articolo del marzo 2011 che è stato citato dal presidente della Serbia Aleksandar Vučić durante un discorso in occasione della morte di due lavoratori del Belgrade Waterfront. Vučić fece un paragone tra le morti sul lavoro in Serbia e negli Stati Uniti, usando l'articolo di The Onion come fonte di riferimento, non capendo la matrice satirica del giornale.[5]

## Storia

### La fondazione
The Onion è stato inizialmente concepito da due studenti, Tim Keck e Christopher Johnson, come la parodia di un quotidiano. Il primo numero fu pubblicato nel 1988 presso il campus dell'Università del Wisconsin a Madison, ma inizialmente non riscosse alcun successo. L'anno successivo, infatti, i due fondatori vendettero il giornale al fumettista Scott Dikkers e all'editore Peter Haise per 16 000 dollari.
In mano a Dikkers e Haise, The Onion riuscì ad espandersi oltre la città di Madison, raggiungendo centri come Milwaukee, Chicago, Boulder e la zona di Champaign-Urbana.

### L'approdo sul Web
La particolarità del giornale fu l'approdo precoce sul Web. La scalata verso il successo nazionale di The Onion comincia proprio nel 1996, quando venne lanciato il sito.
Nel 1995, quando The Onion era ancora solo un settimanale stampato, un articolo titolato Clinton Deploys Vowels to Bosnia ("Clinton dispiega vocali verso la Bosnia") diventò virale online, venendo più volte pubblicato su diversi forum senza attribuzione all'originale su carta. Per questo motivo l'anno seguente venne deciso di creare il sito ufficiale del giornale, theonion.com, così che gli autori potessero reclamare i diritti dei loro contenuti originali.
Joe Garden, al tempo uno degli scrittori ufficiali del settimanale, ha dichiarato in un'intervista che inizialmente era molto scettico del Web. Egli riteneva che The Onion funzionasse come parodia solo in quanto giornale, essendo stampato su carta come tutti gli altri, ma riportante notizie false e satiriche. Si dovette ricredere quando il sito iniziò a guadagnare sempre più trazione, fino a permettere un salario stabile a tutti i suoi dipendenti. Nel 1997, infatti, il salario medio degli scrittori raggiungeva i 25 000 dollari all'anno, mentre le cifre dei lettori toccavano i 4 milioni, divisi tra 90 000 visite al giorno sulla pagina Web, 92 000 copie del giornale vendute e 1 500 iscritti regolari.
Il 23 marzo 1999 venne pubblicato il libro Our Dumb Century: The Onion Presents 100 Years of Headlines from America's Finest News Source. Si trattava di un libro completamente originale che riportava gli eventi più importanti del XX secolo e li interpretava in chiave satirica (e.g. August 15, 1945: 'War Over! 50 Years of Nuclear Paranoia Begin Today', "15 agosto 1945: 'La guerra è finita! Iniziano oggi 50 anni di paranoia nucleare'"). Il libro fu decretato vincitore del Thurber Prize for American Humor, permettendo l'affermazione di The Onion nel mondo della satira statunitense.

### New York, 2001–2012
Visto il successo ricevuto fino a quel momento, tra l'autunno del 2000 e l'inizio del 2001 la sede del giornale venne trasferita dal Wisconsin a Manhattan, New York. L'intenzione del dirigente Robert Siegel era di innalzare The Onion da semplice settimanale umoristico a casa editrice, in grado di spaziare su altri media come letteratura, televisione e cinema. In un'intervista al New York Times Siegel affermò: "Vendevamo storie e articoli di The Onion che sarebbero stati trasformati in film. Ci siamo detti che avremmo preferito essere noi stessi a creare quei film".
Il 27 settembre 2001, The Onion pubblicò il suo primo numero su carta dopo il trasferimento, interamente dedicato agli attentati terroristici dell'11 settembre. Nonostante le controversie, il giornale riuscì a dare voce alla necessità di andare avanti, dimostrando che "il senso dell'umorismo degli americani non era morto". Questo numero del giornale divenne infatti un momento di svolta per The Onion, in quanto le visite al sito raddoppiarono nei giorni a seguire la pubblicazione.
Nel 2003, The Onion, precedentemente di proprietà di Haise e Dikkers, venne acquistato dall'imprenditore David Schafer, dopo una contrattazione durata due anni.
Nel 2006, The Onion aprì un canale YouTube, strutturato come una parodia dei programmi di notizie statunitensi. Il progetto fu poi ampliato nell'aprile del 2007, quando venne annunciato l'Onion News Network. Il programma andò in onda solo nel 2011, per due stagioni da dieci episodi l'una, sul canale televisivo Independent Film Channel. Il programma imitava lo stile di telegiornali come CNN, e comprendeva segmenti come Today Now!, War For The White House, The Onion Review e Onion Tips.
Il 3 novembre 2009 venne pubblicato il libro Our Front Pages: 21 Years of Greatness, Virtue, and Moral Rectitude From America's Finest News Source, che riuniva centinaia di "prime pagine" del giornale, mostrando l'evoluzione di The Onion, dagli inizi, con molti riferimenti a notizie locali e del college, alla fine degli anni '00.
Nel settembre 2011, The Onion annunciò il trasferimento dell'intera sezione editoriale da Manhattan a Chicago entro l'estate 2012. Il centro dirigente del giornale, infatti, era già stato trasferito a Chicago diversi anni prima. Questa notizia prese alla sprovvista gli scrittori, molti dei quali si erano già trasferiti dalla sede originale di Madison a quella di New York nel 2000. Restava a loro la scelta di spostarsi insieme alla compagnia o abbandonare il loro lavoro di scrittori. Lo stesso caporedattore Joe Randazzo fu costretto a dimettersi.

### Chicago, dal 2012
Dopo l'annuncio del trasferimento, fu Cole Bolton a prendere le redini della compagnia nel marzo 2012. Laureato alla Università Brown di Providence in economia aziendale e assegnista di ricerca per l'Università di economia di Harvard, Bolton ammetteva di non essere uno scrittore né di aver mai studiato improvvisazione teatrale, ma avendo molto tempo libero nonostante il suo lavoro di economista, si era interessato a The Onion e al suo format.
Durante lo stesso periodo, l'ex redattore Scott Dikkers si era riavvicinato alla compagnia dopo il trasferimento a Chicago, dichiarando di essere stato favorevole al trasferimento in quanto lo vedeva fruttuoso per la ricerca di nuovi e più giovani scrittori.
Nell'agosto 2012, un gruppo di ex dipendenti di The Onion, tra cui lo stesso Randazzo, iniziò a collaborare con Adult Swim ad un nuovo progetto chiamato Thing X. Si trattava anch'esso di un sito di commedia e parodia, ma non ispirato all'originale The Onion. Il 13 giugno 2013 venne annunciato il suo trasferimento da ThingX.com a adultswim.com, il nuovo sito del canale televisivo.
Nel novembre 2013, in un'intervista ad un giornale locale di Chicago, The Onion annunciò la decisione di dedicarsi completamente al suo sito online e di abbandonare del tutto la stampa. L'ultimo numero del giornale è stato pubblicato il 12 dicembre nelle città di Chicago, Milwaukee e Providence.
Nello stesso anno, Michael Cohen, allora avvocato personale di Donald Trump, cercò di contattare The Onion via e-mail. Cohen sosteneva che uno dei loro articoli (When You're Feeling Low, Just Remember I'll Be Dead In About 15 Or 20 Years,  "Quando ti senti giù, ricorda che sarò morto tra 15 o 20 anni") fosse diffamazione nei confronti di Trump. Ne richiedeva perciò la rimozione immediata. Il giornale non rimosse mai l'articolo, né subì alcuna ripercussione.
Nel giugno 2014, The Onion avviò il progetto per un sito spin-off chiamato ClickHole, parodia dei siti click-bait, in particolare BuzzFeed. L'obiettivo di ClickHole era mettere in risalto la completa assenza di contenuti veri dietro a questi siti, molto popolari online grazie alla condivisione facilitata degli articoli.
Nel giugno 2015, Steve Hannah, amministratore delegato dal 2004, annunciò le sue dimissioni. Il ruolo di CEO sarebbe andato all'attuale presidente della compagnia, Mike McAvoy.
All'inizio del 2016 McAvoy dichiarò l'acquisto da parte di Univision del 40% delle azioni di Onion, Inc. Il CEO riteneva infatti che le possibilità di The Onion sarebbero rimaste limitate se avesse continuato ad essere una compagnia indipendente.
Nel 2017 venne annunciata la collaborazione di Onion, Inc con la compagnia di produzione Lions Gate Entertainment, per la futura realizzazione di tre film, secondo contratto.
Nell'aprile 2019, l'Univision ha venduto le sue azioni di The Onion alla Great Hill Partners, insieme a quelle della Gizmodo Media Group.

### L'origine del nome
Esistono diverse storie e teorie riguardo all'origine del nome scelto per il giornale. L'ex presidente Sean Mills raccontò in un'intervista per Wikinews: "Tanta gente si chiede sempre da dove venga il nome The Onion, e recentemente anche io l'ho chiesto ad uno dei fondatori, Tim Keck. Egli mi ha risposto che fu suo zio a suggerirlo, casualmente, vedendolo mangiare un panino alla cipolla insieme all'altro fondatore, Chris Johnson". Mills lascia così intendere che inizialmente le vendite erano "talmente basse da potersi permettere di mangiare solo pane e cipolle".  Secondo l'editore Cole Bolton, invece, è molto più probabile che il titolo fosse semplicemente un gioco di parole creato per farsi beffa del giornalino del college, chiamato The Union.

## Altri media

### Libri
Dopo la pubblicazione di Our Dumb Century nel 1999, The Onion ha prodotto e pubblicato diversi libri che raccolgono i migliori articoli o titoli. Oltre a Our Dumb Century, gli unici libri formati da contenuti completamente originali sono Our Dumb World del 2007 e The Onion Book Of Known Knowledge del 2012.
- (EN) The Onion, Our Dumb Century: The Onion Presents 100 Years of Headlines from America's Finest News Source, Three Rivers Press, 1999, ISBN 978-0609804612.
- (EN) The Onion, The Onion's Finest News Reporting, Volume 1, Three Rivers Press, 2000, ISBN 978-0609804636.
- (EN) The Onion, Dispatches from the Tenth Circle: The Best of The Onion, Three Rivers Press, 2001, ISBN 978-0609808344.
- (EN) The Onion, The Onion Ad Nauseam: Complete News Archives, Volume 13, Three Rivers Press, 2002, ISBN 978-1400047246.
- (EN) The Onion, The Onion Ad Nauseam: Complete News Archives, Volume 14, Three Rivers Press, 2003, ISBN 978-1400049615.
- (EN) The Onion, Fanfare for the Area Man: The Onion Ad Nauseam Complete News Archives, Vol. 15, Three Rivers Press, 2004, ISBN 978-1400054558.
- (EN) The Onion, Embedded in America: The Onion Complete News Archives Volume 16, Three Rivers Press, 2005, ISBN 978-1400054565.
- (EN) The Onion, Homeland Insecurity: The Onion Complete News Archives, Volume 17, Three Rivers Press, 2006, ISBN 978-0307339843.
- (EN) The Onion, Our Dumb World: The Onion's Atlas of the Planet Earth, 73rd Edition, Little, Brown And Company, 2007, ISBN 978-0316018425.
- (EN) The Onion, Our Front Pages: 21 Years of Greatness, Virtue, and Moral Rectitude from America's Finest News Source, Scribner, 2009, ISBN 978-1439156926.
- (EN) The Onion, The Ecstasy of Defeat: Sports Reporting at Its Finest by the Editors of the Onion, Hachette Books, 2011, ISBN 978-1401310721.
- (EN) The Onion, The Onion Book of Known Knowledge: A Definitive Encyclopaedia Of Existing Information, Little, Brown and Company, 2012, ISBN 978-0316133265.
- (EN) The Onion, The Onion Magazine The Iconic Covers That Transformed An Undeserving World, Little, Brown and Company, 2014, ISBN 978-0-316-25645-2.
- (EN) The Onion, The Trump Leaks: The Onion Exposes the Top Secret Memos, Emails, and Doodles That Could Take Down a President, Harper Design, 2017, ISBN 978-0062834263.

### News Movie
News Movie (titolo originale The Onion Movie) è un film commedia direct-to-video scritta da Robert Siegel e Todd Hanson.
Nel 2003 lo staff di The Onion si accordò con la New Regency Productions e la Fox Searchlight Pictures per produrre un film. Provvisoriamente titolato The Untitled Onion Movie, venne diretto dai registi Tom Kuntz e Mike Maguire. La sceneggiatura venne invece scritta dall'allora direttore dell'Onion Robert Siegel, e dallo scrittore Todd Hanson con il resto del team. Dopo ritardi e anteprime per valutare l'audience, il progetto fu abbandonato dalla Fox. Fu la New Regency Productions a portare avanti il progetto.
Dopo la dichiarazione di Scott Aukerman in un'intervista del marzo 2007, in cui sostenva che il film era giunto ad un punto morto, The Untitled Onion Movie fu cancellato dalla programmazione. Sean Mills, l'allora presidente della Onion Inc., dichiarò che la Onion non era più coinvolta nel progetto.
Finalmente il trailer apparve nei DVD di alcuni film, come Il treno per il Darjeeling e Hitman - L'assassino. Il 3 giugno 2008 la 20th Century Fox Home Entertainment pubblicò il DVD di The Onion Movie.
Nella versione britannica e internazionale, il film è stato distribuito come News Movie.